# Harald Jäger
Harald Jäger (27 april 1943) is een voormalig Stasi-officier en luitenant-kolonel van de Grenztruppen van de Duitse Democratische Republiek (DDR). 
Hij speelde een rol in de val van de Berlijnse Muur als de grenscommandant die op de avond van 9 november 1989 de bevelen van zijn meerderen negeerde en de grensovergang Bornholmer Straße in Berlijn opende.
In 2007 kwam een biografie uit over Jäger, Der Mann, der die Mauer öffnete geschreven door Gerhard Haase-Hindenberg.